# Diocese de Khunti
A Diocese de Khunti (Latim:Dioecesis Khuntiensis) é uma diocese localizada no município de Khunti, no estado de Jarcanda, pertencente a Arquidiocese de Ranchi na Índia. Foi fundada em 1 de abril de 1995 pelo Papa João Paulo II. Com uma população católica de 95.293 habitantes, sendo 10,5% da população total, possui 19 paróquias com dados de 2020.

## História
Em 1 de abril de 1995 o Papa João Paulo II cria a Diocese de Khunti através do território da Arquidiocese de Ranchi.

## Lista de bispos
A seguir uma lista de bispos desde a criação da diocese em 1995.
|                  | Nome             | Período          | Notas            |
| Bispos de Khunti | Bispos de Khunti | Bispos de Khunti | Bispos de Khunti |
| ---------------- | ---------------- | ---------------- | ---------------- |
| 2º               | Binay Kandulna   | 2012 - atual     |                  |
| 1º               | Stephen M. Tiru  | 1995 - 2012      | Faleceu no cargo |